# COSMOS (曲)
『COSMOS』（コスモス）は、音楽ユニットであるアクアマリンに所属するミマスによって作詞・作曲された曲である。2000年に富澤裕により混声三部合唱曲として編曲されたため、合唱曲としても知られている。

## 概要
1998年のアクアマリン結成時から歌われている楽曲の1つであり、代表曲である。アクアマリンの公式ホームページには、この曲の情報を掲載しているコーナーがある。1999年から「スター・ウィーク 〜星空に親しむ週間〜」のテーマソングにも選ばれており、スター・ウィーク用のアレンジも数種類存在している。

## 合唱曲としてのCOSMOS
2000年に富澤裕により混声三部合唱曲として編曲された。オリジナルはハ長調であるが、合唱版は3度キーが高い変ホ長調で編曲されている。音楽之友社より出版された。たまたまアクアマリンのライブでデモテープを購入した、小学校教諭の尽力により実現した。
2021年7月10日から9月12日まで、長野県諏訪郡原村の八ヶ岳美術館で「COSMOS」をモチーフに近清武が企画・脚本・監督を務めた短編アニメーション作品『COSMOS～光との約束～』の完成記念企画展が開催された(画家 井上直久の絵画も特別展示)。
また、同年、8月13日から15日の３日間、作品完成のメモリアルイベントが八ヶ岳自然文化園をメイン会場として原村内で開催され、上映会・監督トーク、教育関係者との対談やコンサートが行われた。

## CD収録曲
COSMOS（1999年4月21日発売）
1. COSMOS
2. 海の見える丘
3. 暮れてゆく街
4. COSMOS

COSMOS　〜スターウイーク・ミニアルバム〜（2006年8月1日発売）
1. COSMOS
2. Dolphin in The Sky
3. 夏の夜
4. マゼラン星雲 (inst.)
5. こと座物語 (inst.)

## 収録アルバム
COSMOS
- TALES OF STARS（1999年11月21日発売）
- 天の川のひとしずく（2001年4月28日発売）
- Songs of COSMOS（2002年6月2日発売）

COSMOS 〜スターウイークバージョン〜
- 海と大陸と南天の星（2006年7月2日発売）

## カバー
- イカロス（早見沙織） featuring blue drops - テレビアニメ『そらのおとしものf』第2話エンディングテーマ。2010年12月22日発売『テレビアニメ「そらのおとしものフォルテ」“今年も"エンディング・テーマ・コレクション』（日本コロムビア）収録[6]
- MELOGAPPAが自身のYouTubeチャンネル内で「合唱曲シリーズ」の一つとして複数回歌唱している[7]。通常の歌唱のほか、独自に短調へアレンジしたバージョン（最初から短調で歌うバージョンと、途中から短調へ転調するバージョンとがある）、短調版をさらに発展させた「ラスボスバージョン」、「米津玄師バージョン」、「あなたへ〜旅立ちに寄せるメッセージ〜」とのマッシュアップバージョンも公開している。
- まちだガールズ・クワイアのシングル「時間の扉 -MGC edition- / COSMOS」に収録